# Quotientenabbildung
Quotientenabbildung, kanonische Surjektion oder kanonische Projektion ist ein mathematischer Begriff, der in vielen mathematischen Teilgebieten auftritt. Es handelt sich dabei um eine Abbildung, die jedem Element einer Menge, auf der eine Äquivalenzrelation vorliegt, seine Äquivalenzklasse zuordnet. In der Kategorientheorie wird der Begriff für Quotientenobjekte verallgemeinert.

## Beispiele
- Ist {\displaystyle V} ein Vektorraum und {\displaystyle U\subset V} ein Untervektorraum, so kann man den Quotientenvektorraum {\displaystyle V/U} bilden, der aus allen Nebenklassen {\displaystyle x+U} mit {\displaystyle x\in V} besteht. Die Abbildung {\displaystyle V\rightarrow V/U}, die den Vektor {\displaystyle x\in V} auf {\displaystyle x+U} abbildet, nennt man die Quotientenabbildung.[1]
- Ist allgemeiner {\displaystyle G} eine Gruppe mit einem Normalteiler {\displaystyle N\subset G}, so kann man die Quotientengruppe {\displaystyle G/N} der Nebenklassen {\displaystyle xN} bilden, wobei {\displaystyle x\in G}. Wieder nennt man die kanonische Abbildung {\displaystyle G\rightarrow G/N,x\mapsto xN} die Quotientenabbildung.

Beiden Beispielen liegt eine Äquivalenzrelation {\displaystyle \sim } zu Grunde. Im Vektorraumbeispiel hat man {\displaystyle x\sim y} genau dann, wenn {\displaystyle x-y\in U}, und ganz analog im Gruppenbeispiel {\displaystyle x\sim y} genau dann, wenn {\displaystyle xy^{-1}\in N}. Daher verallgemeinert die folgende Konstruktion obige Beispiele.
- Es sei {\displaystyle X} eine Menge und {\displaystyle \sim } eine Äquivalenzrelation auf {\displaystyle X}. Dann sei {\displaystyle X/\!\!\sim } die Menge der Äquivalenzklassen {\displaystyle [x]}. Die Abbildung {\displaystyle X\rightarrow X/\!\!\sim ,\,x\mapsto [x]} heißt Quotientenabbildung.
- Ist {\displaystyle f\colon X\rightarrow Y} eine surjektive Abbildung, so ist durch {\displaystyle x\sim y\;:\Leftrightarrow \;f(x)=f(y)} eine Äquivalenzrelation gegeben. In diesem Falle ist die Abbildung {\displaystyle X/\!\!\sim \,\rightarrow Y,\,[x]\mapsto f(x)} bijektiv. Man nennt dann auch {\displaystyle f} eine Quotientenabbildung.
- Ist {\displaystyle f\colon X\rightarrow Y} eine surjektive Abbildung auf einem topologischen Raum {\displaystyle X}, so gibt es eine feinste Topologie auf {\displaystyle Y}, bzgl. der {\displaystyle f} stetig ist, die sogenannte Quotiententopologie. Daher nennt man die Abbildung auch in diesem Fall eine Quotientenabbildung.[2]

Diese Beispiele werden in der Kategorientheorie zu sogenannten Quotientenobjekten verallgemeinert. In der Tat sind solche Quotientobjekte gewisse Epimorphismen, so dass es sich dabei im Wesentlichen um die hier vorgestellten Quotientenabbildungen handelt, allerdings müssen Morphismen in der Kategorientheorie keine Abbildungen sein.